# Valpartijen in de Ronde van Frankrijk
Dit artikel beschrijft de meest opmerkelijke valpartijen tijdens de Ronde van Frankrijk per jaar.

## 1907
- In de eindsprint moest Marcel Cadolle even inhouden om een betere positie in te kunnen nemen. In zijn haast om het verloren terrein terug te winnen, reed hij in volle vaart tegen een kar, die aan de kant van de weg stond. Hij maakte een afgrijselijke val. Het handvat van zijn stuur stak dwars door zijn knie. De kniebanden waren zo erg geraakt, dat hij al op 21-jarige leeftijd moest stoppen met de wielersport.

## 1911
- Lucien Petit-Breton rijdt in 1911 in Duinkerke tegen een overstekende matroos op en moet de Ronde verlaten met een knieblessure.

## 1937
- Gino Bartali valt tijdens de editie van 1937 van een bruggetje en in het water. Twee dagen later moet Bartali snipverkouden opgeven.

## 1951
- Wim van Est stort in 1951 met de gele trui om zijn schouders tijdens de afdaling van de Col d'Aubisque in een ravijn. Hij overleeft de val en wordt met aan elkaar geknoopte fietsbanden het ravijn uitgetrokken. In het ziekenhuis blijkt hij ongedeerd, maar moet wel opgeven. Later lanceert horlogefabrikant Pontiac een reclamecampagne rond Van Est met de slagzin "Zeventig meter viel ik diep, mijn hart stond stil, maar mijn Pontiac liep".

## 1958
- In de eindsprint van de editie van 1958 in het Parc des Princes te Parijs raakt sprinter André Darrigade een baancommissaris. Deze overlijdt enkele dagen later.

## 1960
- Roger Rivière, een matige daler, valt in 1960 in de afdaling van de Col du Perjuret en breekt een ruggenwervel. De kandidaat-winnaar moet nu de eer laten aan Gastone Nencini. Deze val betekent het einde van de wielercarrière van Rivière.

## 1971
- In 1971 valt geletruidrager Luis Ocaña in de afdaling van de Col de Mente. Met een sleutelbeenbreuk moet hij opgeven. Twee jaar later, in 1973, zou hij de Ronde alsnog winnen.

## 1980
- Voor het oog van het publiek valt Joop Zoetemelk in het geel op weg naar Pra-Loup door een onverhoedse beweging van Johan van der Velde. Zoetemelk loopt geen al te erge verwondingen op en wint de Ronde alsnog.

## 1983
- Michel Laurent vliegt in Saint-Étienne in de dranghekken tijdens een tumultueuze sprint met de later gedeclasseerde Henk Lubberding.

## 1984
- De Italiaan Carlo Tonon komt in de afdaling van de Col de Joux Plane in botsing met een overstekende toerist en komt ten val. De renner ligt maanden in coma en raakt blijvend invalide. In 1996 maakt hij op 41-jarige leeftijd een einde aan zijn leven.

## 1991
- Djamolidin Abdoesjaparov raakt tijdens de massasprint van de laatste rit een reclamebord. De Oezbeek draagt op dat moment de groene trui. Omdat de valpartij in de laatste kilometer plaatsvond had de val geen gevolgen voor zijn klassement. Abdoesjaparov staat tijdens zijn carrière in het peloton bekend als een sprinter die veel risico's neemt.

## 1994
- Het lijkt erop dat een politieagent in Armentières een camera vasthoudt en een plaatje tracht te schieten van het sprintende peloton. Wilfried Nelissen en Laurent Jalabert rijden op de man in en raken zwaargewond. Uit nader onderzoek van de politie blijkt dat de politieagent geen foto probeerde te maken. Wat hij wel vasthield is nooit duidelijk geworden.

## 1995
- In de afdaling van de Col de Portet d'Aspet valt Fabio Casartelli. Hij raakt met zijn hoofd een muurtje en komt om het leven.

## 1996
- In de afdaling van de Cormet de Roselend mist Johan Bruyneel een bocht en belandt in een ravijn. Enkele struiken breken z'n val en hij klautert terug naar boven om de rit uit te rijden.

## 1998
- In de tweede etappe valt geletruidrager Chris Boardman en moet opgeven.

## 1999
- In de tweede etappe moeten de renners over de spekgladde Passage du Gois. Er vinden vele valpartijen plaats, waardoor ruim 100 renners meer dan 6 minuten verliezen, waaronder enkele klassementsrenners, zoals Christophe Rinero (een jaar eerder nog vierde), Michael Boogerd (een jaar eerder vijfde), Wladimir Belli (werd uiteindelijk negende) en vooral Alex Zülle, die op ruim zeven minuten nog tweede werd. Marc Wauters moest als gevolg van een valpartij op de Passage du Gois opgeven.
- Op weg naar L'Alpe d'Huez op ongeveer een kilometer voor de eindstreep botst Giuseppe Guerini op een roekeloze toeschouwer, die na het maken van een foto te laat opzij springt. Guerini valt en wordt door de geschrokken toeschouwer weer op de fiets geholpen en wint uiteindelijk nog de etappe.

## 2003
- Joseba Beloki, die de drie voorgaande jaren op het podium eindigde, komt in de Ronde van 2003 ten val. De achterband van Beloki schiet van zijn wiel, vermoedelijk doordat de band blijft plakken aan, door het warme weer, gesmolten asfalt. Hij breekt onder meer een dijbeen en de Ronde raakt in een klap een van de weinige renners kwijt die een bedreiging voor Lance Armstrong kan vormen. Deze laatste fietst bij de valpartij vlak achter Beloki en kan hem nog net ontwijken. Wel raakt hij van de weg, rijdt noodgedwongen door een veld om even verderop weer op de weg te komen. Beloki moet lang revalideren, keert terug in de sport, maar weet zijn oude niveau nooit meer te halen.

## 2006
- Alejandro Valverde valt tijdens de Ronde van 2006 op enkele kilometers voor het einde van de derde rit. Valverde is op dat moment de drager van de witte trui voor de beste jongere en een van de topfavorieten voor de eindwinst. Hij breekt zijn sleutelbeen en moet opgeven.
- Erik Dekker valt in de derde etappe van zijn laatste Tour, die die dag nota bene in Nederland finisht, tegen een stoeprand. Hij heeft een hersenschudding, een aantal gebroken voortanden, een gescheurde bovenlip en diverse schaafwonden over zijn hele gezicht. Onder narcose moet het teer van het wegdek uit zijn gezicht verwijderd worden. Als gevolg van deze valpartij kan Dekker niet meer deelnemen aan het naseizoen en beëindigt hij zijn carrière enkele maanden eerder dan gepland.
- Rik Verbrugghe breekt zijn dijbeen in de veertiende etappe. Tegelijk vallen ook Matthias Kessler en David Cañada. De laatste breekt zijn sleutelbeen.

## 2007
- In de tweede etappe valt Erik Zabel, waardoor er maar 25 renners om de ritwinst kunnen strijden.
- In de achtste etappe van 2007 tussen Le Grand-Bornand en Tignes zijn er veel incidenten. In de afdaling van de Cormet de Roselend mist Michael Rogers een bocht en belandt tegen een houten vangrail. David Arroyo die net achter hem reed, belandt daardoor in de ravijn. Net zoals Bruyneel 11 jaar eerder klimt hij uit het struikgewas en rijdt de etappe uit. Rogers geeft enkele kilometers later op met een gebroken sleutelbeen.
- In dezelfde afdaling vallen ook nog enkele andere renners. Stuart O'Grady wordt afgevoerd naar het ziekenhuis.
- Na de aankomst in Tignes maakt Patrik Sinkewitz rechtsomkeert om naar de ploegbus in het dal te rijden. In de afdaling botst hij op een toeschouwer. Sinkewitz moet met een breuk en enkele blessures opgeven en de toeschouwer raakt zelfs in coma.
- In de negende etappe rijdt de Duitser Marcus Burghardt op een loslopende hond. Burghardt rijdt verder en ook de hond loopt geen blijvend letsel op.
- In de achttiende etappe (Cahors-Angoulème) kruist een hond de weg van de vier koplopers (Frederik Willems, Sandy Casar, Michael Boogerd en Laurent Lefèvre). Boogerd kan de hond nipt ontwijken maar Willems en Casar gaan tegen de grond. Willems wordt teruggehaald door het peloton. Casar rijdt met de achtervolger Axel Merckx terug naar de twee overgebleven koplopers en wint de etappe.

## 2008
- In de vijftiende etappe valt Óscar Pereiro in de afdaling van de Agnelpas. Hij valt net voor een haarspeldbocht over een muur langs de kant van de weg en komt neer op het lagergelegen stuk van de weg na de bocht. Hij loopt hierbij een aantal botbreuken op in zijn arm en schouder en moet de strijd staken.

## 2009
- In de eerste etappe breekt Jurgen Van De Walle zijn linkersleutelbeen en een rib, die hierbij een long perforeert. Ondanks zijn verwondingen rijdt Jurgen de etappe uit, maar wordt daarna naar het ziekenhuis vervoerd en moet opgeven.

## 2010
- Tijdens de tweede etappe veroorzaakt regen na een lange periode van droogte gladde wegen in de Ardennen. Daardoor komen talrijke renners ten val, waaronder ook Lance Armstrong en andere klassementsrenners. Op initiatief van Fabian Cancellara wordt gewacht op aansluiting van deze renners. Na overleg met de Tourdirectie wordt beslist dat er door het peloton niet gespurt wordt en dat er bij de aankomst enkel punten toegekend worden aan de winnaar Sylvain Chavanel.
- Tijdens de derde etappe komt Fränk Schleck nogmaals ten val, waarbij hij het sleutelbeen breekt. Daardoor moet hij de strijd staken.

## 2011
- Net als in 2009 komt Jurgen Van De Walle in de eerste etappe zwaar ten val. Hij geeft in de vierde etappe op.
- In de vijfde etappe moet Janez Brajkovič de strijd staken na op zijn hoofd te zijn gevallen. Bij dezelfde valpartij zijn ook Juan Manuel Garate en Robert Gesink betrokken. Garate valt uit in de negende etappe en Gesink blijkt zijn klassementsambities te kunnen vergeten. Bij andere valpartijen zijn Tom Boonen, Gert Steegmans en Iván Velasco betrokken. Allen voltooien de rit, maar zullen later de Tour moeten verlaten als gevolg van de opgelopen verwondingen. Nicki Sørensen wordt door een motor van zijn fiets gereden, waarna de motor Sørensens fiets een tiental meters meesleurt. Sørensen zelf blijft ongedeerd.
- De schaduwfavoriet Bradley Wiggins en Rémi Pauriol vallen uit na een zware valpartij in de zevende etappe. Een andere schaduwfavoriet, Chris Horner, en Beñat Intxausti kunnen wegens respectievelijk een hersenschudding met gebroken neus en een gebroken spaakbeen niet meer van start gaan in de achtste etappe.
- Het eerste slachtoffer van een val in de negende etappe is Amets Txurruka. De zwaarste val van de ronde vond plaats in de afdeling van de Col du Pas de Peyrol. Hierbij lopen de favorieten Jurgen van den Broeck en Alexander Vinokoerov respectievelijk een gebroken schouderblad, ribben en klaplong en een dijbeenbreuk op. Andere slachtoffers zijn Frederik Willems met een sleutelbeenbreuk en hersenschudding en David Zabriskie die zijn pols breekt. Voor allen betekent dit het einde van de ronde. In de kopgroep wordt Juan Antonio Flecha aangereden door een auto en neemt in zijn val Johnny Hoogerland mee, die in een hek met prikkeldraad gekatapulteerd wordt. Deze loopt een groot aantal snijwonden op, maar hij zal de Tour ondanks 33 hechtingen in bil, knie en kuit uitrijden. De tumultueuze rit leidt tot hevige discussies over het aantal volgauto's in de Tour, de parcourskeuze en het rijgedrag van de renners. De rest van de Ronde kent aanzienlijk minder valpartijen. De enige uitvaller als gevolg van nieuwe valpartijen is medefavoriet Andreas Klöden die na in de voorgaande etappes verschillende malen tegen het asfalt gegaan te zijn in de dertiende etappe de Ronde verlaat.
- In de 14e etappe komt Laurens ten Dam hard ten val en wordt aan de kant van de weg behandeld, het ziet er schokkend uit maar kan na een bezoek aan het ziekenhuis de volgende dag gewoon van start.

## 2012
- In de 6e etappe zijn er drie ernstige valpartijen. In de eerste massale valpartij na 50 km fietsen is het belangrijkste slachtoffer Maarten Wynants. Hij rijdt de etappe wel uit maar in het ziekenhuis blijkt hij een geperforeerde long te hebben en twee gebroken ribben. Tijdens de tweede valpartij op 60 km van de meet raakt Bauke Mollema gewond, maar ook hij kan zijn weg vervolgen. In de derde valpartij van de dag slaat het noodlot toe. Na deze catastrofale valpartij valt Wout Poels uit met ernstige verwondingen en belandt op de intensive care met een geperforeerde long, twee gebroken ribben en een scheur in zijn milt en nier. Verdere uitvallers zijn Mikel Astarloza, Davide Viganò en Tom Danielson. De volgende dag zal nog een aantal renners niet meer starten: Óscar Freire (geperforeerde long en gebroken ribben), Ryder Hesjedal, Robert Hunter, Amets Txurruka, Hubert Dupont, Imanol Erviti en José Ivan Gutierrez. Anthony Delaplace geeft kort na de start van de zevende etappe op. Johannes Fröhlinger start niet meer in de achtste etappe en Gorka Verdugo stapt in dezelfde etappe af. In totaal staken 15 renners de strijd als gevolg van de valpartijen in deze rit.
- In de 8e etappe valt olympisch kampioen Samuel Sánchez uit na een zware val waarin hij zijn schouderblad kneust en zijn rechterhand breekt.[1]
- Tijdens de 14e etappe valt Robert Kišerlovski uit met een gebroken sleutelbeen als gevolg van een lekke band door kopspijkers die op de weg zijn gestrooid.[2]

## 2013
- Na de 5e rit moest Jurgen van den Broeck opgeven nadat hij zwaar ten val was gekomen terwijl hij op dat moment 13e staat in het algemeen klassement.

## 2014
- Mark Cavendish kwam tijdens de eerste etappe hard ten val en brak daarbij zijn schouder, hij startte niet meer in de tweede rit.
- Andy Schleck kon na een zware val in de vierde etappe niet meer van start. Schleck raakte zo zwaar geblesseerd aan zijn kniebanden dat het uiteindelijk het einde van zijn loopbaan als professioneel wielrenner betekende.[3].
- Een van de absolute favorieten voor de eindezege, Chris Froome, moest al snel opgeven. In de vijfde rit (nog voor de kasseistroken) kwam Froome ten val nadat hij ook in de vorige rit al onderuit was gegaan. Froome verliet de tour met een gebroken pols.
- Een andere favoriet voor de eindzege, Alberto Contador moest de strijd in de tiende rit staken. Na een inhaalmanoeuvre reed de Spanjaard over een bidon heen. Hij reed in eerste instantie verder, na eerste hulp van de teamarts, en kreeg hulp van Michael Rogers om terug te keren naar het peloton maar moest na tien kilometer alsnog opgeven. Later zou blijken dat Contador een gebroken scheenbeen had opgelopen bij zijn val.

## 2015
- In de derde etappe van Antwerpen naar de Muur van Hoei raast het peloton aan een snelheid van 80 km/u door de Ardennen. William Bonnet tikt het achterwiel aan van John Degenkolb en sleurt zo een heleboel renners mee in zijn val. Christian Prudhomme beslist daarop de koers te neutraliseren. Bonnet, Tom Dumoulin, Simon Gerrans en Dmitri Kozontsjoek geven onmiddellijk op. Geletruidrager Fabian Cancellara geeft na de race op. Ook onder andere Laurens ten Dam, Johan Van Summeren en Greg Henderson liepen verwondingen op, maar zij reden verder.

## 2017
- Alejandro Valverde kwam in de openingstijdrit op zaterdag 1 juli zwaar ten val op het kletsnatte parcours in Düsseldorf. De Spaanse kopman van Team Movistar ging vol risico een bocht in, waarna hij onderuit schoof en in botsing kwam met de dranghekken. Valverde bleef lang liggen na zijn crash. Ploegbaas Eusebio Unzue probeerde hem overeind te helpen, maar dat lukte niet. In het ziekenhuis bleek dat hij een gebroken linkerknieschijf, een gebroken bot in de linkerenkel en een diepe snijwond in het scheenbeen had opgelopen[4].
- Robert Gesink kwam in de negende etappe van de Tour de France vroeg ten val in de etappe. Hij had last van zijn onderrug en kon niet meer verder fietsen. De rit begon met een klim van de tweede categorie. Meteen daarna was de val in het peloton waarbij een aantal renners betrokken was. De Italiaan Manuele Mori leek het ergste slachtoffer, maar uiteindelijk kon ook Gesink zijn weg niet vervolgen[5].
- Titelverdediger Chris Froome raakte op 9 juli een van zijn belangrijkste belagers voor de gele trui kwijt. Richie Porte (BMC) kwam in de afdaling van de Mont du Chat hard ten val en moest onmiddellijk medische bijstand krijgen. De Australiër kwam in de graskant terecht en sleepte in zijn val ook Daniel Martin (QuickStep Floors) mee. Martin kon zijn weg wel vervolgen, Porte was bij bewustzijn en kon zich nog oriënteren, maar werd afgevoerd naar het ziekenhuis. Daar bleek dat hij een gebroken heup en sleutelbeen heeft opgelopen.

## 2019
- In de elfde etappe komt Niki Terpstra (Total Direct Energie) zwaar ten val als gevolg van een opstopping in de buik van het peloton. Terpstra kan enkele remmende collega's niet meer ontwijken, breekt zijn schouderblad op twee plaatsen en moet opgeven.[6] Giulio Ciccone (Trek-Segafredo), ex-geletruidrager en tiende in het algemeen klassement, is ook betrokken bij de val en verliest meer dan 6 minuten. Jasper De Buyst (Lotto-Soudal) belandt in het slot van de rit in de gracht na een por van een CCC-renner, maar keert zonder problemen terug naar het peloton en ziet hoe ploegmaat Caleb Ewan naar ritwinst spurt.
- Wout van Aert (Team Jumbo-Visma) gaat in de dertiende etappe zwaar tegen het asfalt tijdens de individuele tijdrit van en naar Pau. Bij het nemen van een smalle bocht op 1,1 km van de aankomst, hapert de Belgisch kampioen tijdrijden aan de nadarhekken en loopt daarbij een diepe snijwond op in het rechterbovenbeen. Van Aert, eerder winnaar van de tiende etappe met aankomst Albi, wordt minutenlang verzorgd naast het parcours en wordt vervolgens afgevoerd naar het ziekenhuis. Hij moet de Tour verlaten, maar loopt geen breuken op.[7] Eerder ging de Duitser Maximilian Schachmann in dezelfde bocht onderuit, maar zijn val werd niet in beeld gebracht door de Franse regie. De renner van BORA-hansgrohe moest net als Van Aert opgeven, echter wel met een gebroken linkerhand.[8]

## 2021
- In de eerste etappe voltrok zich een waar drama. Een bezoeker showt een bord met de groeten aan opa en oma en kijkt niet naar het naderende peloton, Tony Martin fietst er vol tegenaan. Het gevolg was een massale valpartij waarbij Jasha Sütterlin niet verder kan en zo de eerste uitvaller is. Ook Cyril Lemoine en Ignatas Konovalovas konden de volgende dag niet meer van start. In dezelfde etappe vindt nog een massale valpartij plaats waarbij veel renners direct al achterstand oplopen en Chris Froome zwaar gehavend over de finish komt.

- De derde etappe wordt ontsiert door vele valpartijen. Aan het begin van de etappe is er een harde valpartij waarbij Robert Gesink en Jack Haig de koers hebben moeten verlaten. In de finale is er wederom een harde valpartij waarbij klassementsrenners Primož Roglič, Steven Kruijswijk en Geraint Thomas betrokken zijn. Zij moesten alle drie aan hun verwondingen worden geholpen, de finish van deze renners was een bloederig tafereel. Roglič had een ernstige wond aan de heup en Kruiswijk een flinke snee in de vinger die gehecht zou moeten worden. Roglič zou later in de ronde alsnog opgeven.

- In de elfde etappe komt Tony Martin andermaal hard ten val en moet opgeven; zwaar bebloed wordt hij door een ambulance afgevoerd.

 winnaars gele trui · 
 puntenklassement · 
 bergklassement · 
 jongerenklassement · 
 tussensprintklassement · 
 combinatieklassement · 
 ploegenklassement · 
 strijdlust · 
rode lantaarn
records · meeste deelnames · ranglijst etappewinnaars · bekende beklimmingen · valpartijen · dopinggevallen · Grand Départ · Souvenir Henri Desgrange
1903 · 
1904 · 
1905 · 
1906 · 
1907 · 
1908 · 
1909 · 
1910 · 
1911 · 
1912 · 
1913 · 
1914 ·
1915 ·
1916 ·
1917 ·
1918 · 
1919 · 
1920 · 
1921 · 
1922 · 
1923 · 
1924 · 
1925 · 
1926 · 
1927 · 
1928 · 
1929 · 
1930 · 
1931 · 
1932 · 
1933 · 
1934 · 
1935 · 
1936 · 
1937 · 
1938 · 
1939 · 
1940 ·
1941 ·
1942 ·
1943 ·
1944 ·
1945 ·
1946 ·
1947 · 
1948 · 
1949 · 
1950 · 
1951 · 
1952 · 
1953 · 
1954 · 
1955 · 
1956 · 
1957 · 
1958 · 
1959 · 
1960 · 
1961 · 
1962 · 
1963 · 
1964 · 
1965 · 
1966 · 
1967 · 
1968 · 
1969 · 
1970 · 
1971 · 
1972 · 
1973 · 
1974 · 
1975 · 
1976 · 
1977 · 
1978 · 
1979 · 
1980 · 
1981 · 
1982 · 
1983 · 
1984 · 
1985 · 
1986 · 
1987 · 
1988 · 
1989 · 
1990 · 
1991 · 
1992 · 
1993 · 
1994 · 
1995 · 
1996 · 
1997 · 
1998 · 
1999 · 
2000 · 
2001 · 
2002 · 
2003 · 
2004 · 
2005 · 
2006 · 
2007 · 
2008 · 
2009 · 
2010 · 
2011 · 
2012 · 
2013 · 
2014 · 
2015 · 
2016 · 
2017 · 
2018 · 
2019 ·
2020 · 
2021 · 
2022 · 
2023 · 
2024 · 
2025